# Sannio (Wein)
Unter der Bezeichnung Sannio DOC werden Weiß-, Rosé- und Rotweine sowie Schaumweine in der italienischen Provinz Benevento, Region Kampanien, produziert. Sie bekamen 1997 den Status einer „kontrollierten Herkunftsbezeichnung“ („Denominazione di origine controllata“ – DOC), die zuletzt am 7. März 2014 aktualisiert wurde.

## Anbau
Die Denomination ist das zweitgrößte Anbaugebiet in der Region Kampanien. Namensgebend ist die historische Landschaft Sannio. Der Anbau und die Vinifikation von Sannio DOC darf in der gesamten Provinz Benevento erfolgen. Die Gebiete der Unterzonen sind gesondert aufgeführt.
Im Jahr 2017 wurden 68.852 hl DOC-Wein erzeugt.

## Erzeugung
Es werden folgende Weintypen hergestellt:
- Sannio Bianco, auch als Frizzante: muss zu mind. 50 % aus Trebbiano Toscano und/oder Malvasia Bianca di Candia (einzeln oder gemeinsam) bestehen.
- Sannio Rosso, auch als Frizzante, „Superiore“, „Riserva“ und Novello: muss zu mindestens 50 % aus der Rebsorte Sangiovese hergestellt werden.
- Sannio Rosato, auch als Frizzante: muss zu mindestens 50 % aus der Rebsorte Sangiovese hergestellt werden.
- Sannio Spumante (auch mit der „Metodo classico“):  muss zu mind. 70 % aus Aglianico und/oder Falanghina (einzeln oder gemeinsam) bestehen.
- Weine mit der Bezeichnung Sannio … (Nennung einer Rebsorte) müssen mindestens 85 % der genannten Rebsorte enthalten. (Coda di Volpe, Fiano, Greco Bianco, Moscato, Aglianico, Barbera, Piedirosso, Sciascinoso)

Alle Weine können zusätzlich mit der Nennung einer Unterzone (sottozona) bezeichnet werden. Die Unterzonen sind: „Guardia Sanframondi“ oder „Guardiolo“, „Sant’Agata dei Goti“, „Solopaca“ oder „Taburno“. Die Listen der Weintypen in den Unterzonen weichen zum Teil von denen der Gesamtzone und denen der anderen Unterzonen ab.

## Beschreibung
Laut Denomination (Auszug):

### Sannio Bianco
- Farbe: mehr oder weniger intensiv strohgelb
- Geruch: fruchtig, blumig
- Geschmack: trocken, ausgewogen, bisweilen „halbtrocken“ oder „lieblich“
- Alkoholgehalt: mindestens 10,5 Vol.-%
- Säuregehalt: mind. 5,0 g/l
- Trockenextrakt: mind. 14,0 g/l

### Sannio Rosso
- Farbe: mehr oder weniger intensiv rubinrot
- Geruch: blumig, fruchtig, angenehm
- Geschmack: trocken, ausgewogen, bisweilen „halbtrocken“ oder „lieblich“
- Alkoholgehalt: mindestens 11,0 Vol.-%
- Säuregehalt: mind. 5,0 g/l
- Trockenextrakt: mind. 18,0 g/l